# Carvili
Carvili (en llatí Carvilius) era un dels quatre reis de Kent durant la Segona invasió de Britànnia per Juli Cèsar l'any 54 aC.
Els quatre reis es van aliar amb el cap dels catuvel·launs Cassivelaune que agrupava també altres tribus britones, i van atacar el campament i el port dels romans en un intent d'alleugerir la pressió de Cèsar sobre el cap dels britons a qui els romana havien assetjat al seu campament situat al nord del Tàmesi. L'atac va fracassar i Cassivelaune es va veure obligat a signar una pau en els termes que li va dictar Cèsar.